# ジャンフランコ・ロッシ
ジャンフランコ・ロッシ（Gianfranco Rosi、1957年8月5日 - ）は、イタリアの元プロボクサー。ウンブリア州ペルージャ県アッシジ出身。元WBC・IBF世界スーパーウェルター級王者。
IBF世界スーパーウェルター級タイトルを、全メジャー団体通じて階級最多連続防衛記録となる11度の防衛に成功した。

## 略歴
1979年9月10日、プロデビュー。
1982年4月16日、イタリアウェルター級王座獲得。以降4度防衛。
1984年7月7日、元WBC世界スーパーライト級王者のペリコ・フェルナンデスに12回判定勝ちでEBUヨーロッパウェルター級王座獲得。
1985年1月5日、後のWBA・WBC・IBF世界ウェルター級王者ロイド・ハニガンに3回KO負けを喫し王座陥落。
1985年11月23日、イタリアウェルター級王者ガエタノ・カソに8回KO勝ちを収め王座返り咲きに成功した。
1987年1月28日、後にWBO世界ミドル級王者となるクリス・ピアットに12回判定勝ちを収めEBU欧州スーパーウェルター級王座獲得。2度の防衛に成功した。
1987年10月2日、WBC世界スーパーウェルター級王者ルペ・アキノに12回3-0(2者が115-114、118-113)判定勝ちで王座獲得に成功した。
1988年1月4日、元WBC世界スーパーウェルター級王者のデュアン・トーマスに7回57秒TKO勝ちで初防衛に成功した。
1988年7月8日、元WBC世界スーパーウェルター級王者ブルース・カリーの実弟ドナルド・カリーと対戦。5度もダウンを奪われ9回終了時棄権によるTKO負けを喫し2度目の防衛に失敗し王座から陥落した。
1989年7月15日、IBF世界スーパーウェルター級王者ダーリン・バン・ホーンに最終12回にダウンを奪うなど優位に進め12回3-0(117-109、118-108、116-109)の判定勝ちを収め王座獲得に成功した。
1989年10月27日、トロイ・ウォータースと対戦し12回3-0(118-110、119-113、117-111)の判定勝ちを収め初防衛に成功した。
1990年4月14日、ケビン・ダイグレと対戦し7回2分29秒TKO勝ちを収め2度目の防衛に成功した。
1990年7月21日、ダーリン・バン・ホーンと1年振りにリマッチを行い12回3-0(2者が115-112、116-113)の判定勝ちを収め3度目の防衛に成功した。
1990年11月30日、元WBC世界スーパーウェルター級王者ルネ・ジャコーと対戦し12回3-0(117-109、 116-111、114-112)の判定勝ちを収めジャコーに引導を渡す4度目の防衛に成功した。
1991年3月16日、ロン・アムンドセンと対戦し12回3-0(2者が118-111、116-113)の判定勝ちを収め5度目の防衛に成功した。
1991年7月13日、グレン・ウルフと対戦。3回にダウンを奪われたがそれ以外のラウンドを全て取り12回3-0(118-109、118-110、119-109)の判定勝ちを収め6度目の防衛に成功した。
1991年11月21日、ギルベルト・バプティストと対戦し12回3-0(2者が120-108、118-111)の判定勝ちを収め7度目の防衛に成功した。
1992年4月9日、アンヘル・エルナンデスと対戦し6回26秒TKO勝ちを収め8度目の防衛に成功した。
1992年7月11日、元WBA世界スーパーウェルター級王者ジルベール・デュレと対戦。3回にダウンを奪われ一進一退の攻防が続き12回2-1(113-114、2者が116-111)の判定勝ちを収め9度目の防衛に成功した。
1993年1月20日、ジルベール・デュレとダイレクトリマッチを行い12回2-1(116-111、112-114、114-113)の判定勝ちを収め10度目の防衛に成功した。
1994年3月4日、MGMグランド・ガーデン・アリーナでビンセント・ペットウェイと対戦し6回19秒負傷引き分けに終わるも11度目の防衛に成功した。
1994年9月17日、ビンセント・ペットウェイに4回2分59秒KOで負けを喫し12度目の防衛に失敗し王座から陥落した。
1995年5月17日、WBO世界スーパーウェルター級王座バーノ・フィリップスと対戦し、12回3-0(115-113、116-112、116-114)の判定勝ちを収めたが試合後に無効試合となり王座獲得に失敗した。
1997年5月21日、WBU世界スーパーウェルター級タイトルマッチで王者バーノ・フィリップスに12回0-2(113-116、110-118、114-114)の判定負けを喫した。
2003年12月14日、ムグレル・セベと6年ぶりに復帰戦を行い、8回判定勝ちを収めた試合を最後に現役を引退した。

## 獲得タイトル
- WBC世界スーパーウェルター級王座（防衛1）
- IBF世界スーパーウェルター級王座（防衛11）